# Oskar Pirrß
Oskar Hugo Adolf Pirrß, auch Pirrss (* 24. Februar 1863 in Gnesen; † 27. Dezember 1930 in Berlin), war ein deutscher Pädagoge und Autor. Er trug mit seinen Druckschriften und Unterrichtsbriefen zu Beginn des 20. Jahrhunderts zur Erlernung der russischen Sprache an deutschen Schulen bei.

## Leben und Wirken
Pirrß stammte aus der preußischen Provinz Posen und schlug nach dem Besuch des Gymnasiums eine Lehrerausbildung ein. Während seines Studiums wurde er 1882 Mitglied der Burschenschaft Germania Halle, aus der er 1924 wieder austrat. In Berlin wurde er Oberlehrer am Kaiser Friedrich-Realgymnasium nebst Realschule in Rixdorf. Seine Ernennung zum Professor erfolgte im Jahre 1907. Zum 1. April 1928 trat Oskar Pirrß in den Ruhestand und widmete sich seiner Sammelleidenschaft. Er hinterließ die Pirrsssche Urkundensammlung mit mehr als 4350 Einzelstücken, die nach seinem Tod in alle Winde zerstreut wurde.
Bekannt wurde Oskar Pirrss vor allem durch seine Publikationen Russische Sprachlehre und Russische Taschengrammatik, die in mehreren Auflagen erschienen und auch ins Russische übersetzt wurden.

## Veröffentlichungen (Auswahl)
- Russische Sprachlehre. Teil 1 Unterstufe. Freiburg i. Br., Bielefeld 1900.
- Russkij Prikazčik. Lehrbuch des gesprochenen und geschriebenen Russisch für kaufmännische Schulen. Berlin 1903.
- Zusammen mit Richard Kron: Anleitung zum Abfassen russischer Privat- und Handelsbriefe. Karlsruhe, Bielefeld 1906.
- Russisch. Die russische Umgangs- und Verkehrssprache schnell schreiben, lesen und sprechen zu lernen. Berlin 1907.
- Russische Taschengrammatik. 3. Auflage, Freiburg i. Br., Bielefeld 1946.